# 藤田伸二 (投資家、ライター)
藤田 伸二（ふじた しんじ、1965～）は日本の元プロフェッショナルモデラー、テクニカルライター、投資家。投資家としては増田蔵人のペンネームで活躍。。
プログラマー、CGデザイナー、造形作家、投資家、ライター。
大阪府生まれ。

## プロフィール
1985年に上京し、模型雑誌ホビージャパン等のライターを務める。WAVE、ボークス等でガレージキットの原型、バンダイ、タカラ等の玩具メーカーで試作原型や見本等を多数手がける。
1995年頃から主軸をPC関係に移し、インプレスや翔泳社、ソフトバンク等各社PC雑誌で記事を執筆、著書を出版。
IT不況で仕事が激減したため投資で生計を立てるに至る（本人の著書の著書紹介より）。増田蔵人のペンネームで電子書籍を出版している。

## エピソード
- 父親は大阪大学経済学部名誉教授の経済学者、藤田晴。
- 無類の猫好き（本人いわくは哺乳類好き）。最盛期には保護猫5匹、保護犬1匹、フェレット1匹がいた（本人のブログより）。